# Panxworth
Panxworth – wieś w Anglii, w Norfolk. W 1870-72 wieś liczyła 121 mieszkańców. Panxworth jest wspomniana w Domesday Book (1086) jako Pancforda/Pankesford(a).